# Bärenmarke

Logo Bärenmarke

Bärenmarke ist eine Marke für Milcherzeugnisse und weitere Lebensmittel, die insbesondere für Milch und Sahne in sterilisierter, kondensierter oder sonst konzentrierter oder getrockneter Form, Milchmischgetränke und Butter benutzt wird. Sie wurde 1912 erstmals für Kondensmilch verwendet. Seit 2004 ist die Hochwald Foods GmbH Inhaberin der Marke, die von ihrer Tochtergesellschaft Allgäuer Alpenmilch GmbH benutzt wird. Bärenmarke ist einer der bekanntesten Markennamen für Milchprodukte in Deutschland (Bekanntheitsgrad 96 %). Auch der zugehörige Werbeslogan „Nichts geht über Bärenmarke – Bärenmarke Qualität“ (der zweite Teil des Slogans lautete von 1961 bis in die 1980er Jahre „… – Bärenmarke zum Kaffee“) ist weitgehend bekannt. Seit Mai 2023 werden mit der Submarke „Ohne MUH!“ erstmals auch rein pflanzliche Bärenmarke-Produkte angeboten.

## Geschichte

### Anfänge
Am 2. April 1892 gründete der Hotelier César Ritz in Bern die Berneralpen Milchgesellschaft, die im Milchwerk Stalden im Emmental die Herstellung «conservierter Milch und anderer Milchprodukte, die in irgendeiner Weise, sei es mit der Milchindustrie, sei es mit dem Conservierungs- und Sterilisierungsverfahren, welches sie zur Anwendung bringt, zusammenhängt», betrieb. Als Erkennungszeichen ihrer Produkte diente der Braunbär, das Wappentier der Stadt Bern. Prominente Teilhaber waren Emanuel Muheim, Jean von Wattenwyl, Georges Marcuard, Hans Pfyffer von Altishofen, Numa Droz und Auguste Escoffier. Die Gesellschaft hatte 1905 ein deutsches Zweigwerk in Biessenhofen (Ostallgäu) errichtet, das seit 1906 gezuckerte Kondensmilch ursprünglich für Kinder und Kranke, sowie Milchpulver für Großabnehmer produzierte, unter dem Namen „Alpursa“ anfangs auch Schokolade und Schokoladenprodukte. Dort wurde 1912 die erste ungezuckerte, 10 % Fett enthaltende Kondensmilch in Deutschland hergestellt, unter dem Namen Bärenmarke Alpen-Milch und einer Braunbärin, die ihr Jungtier mit einer Milchflasche füttert, im Etikett. Das Dosenmilchprodukt wurde unter dem Namen Bear Brand (englisch bear, Bär, brand, Marke) auch nach Großbritannien und dessen Kolonien in Afrika und Asien geliefert.
Im Ersten Weltkrieg wurde in Deutschland die Produktion von Kondensmilch mit 10 % Fettanteil verboten und es herrschte Rohstoffmangel, so dass in dieser Zeit nur Magermilch verarbeitet wurde und statt Schokolade Zuckerwaren produziert wurden. Am 6. Dezember 1917 wurde in München die „Alpursa AG“ (lateinisch ursa ‚Bärin‘) gegründet, am 9. März 1918 in Kempten ins Register eingetragen. Der Bär wurde gestalterisch verändert, bekam weichere, weniger aggressive Formen. 1923 wurde in Biessenhofen von der Alpursa die erste Dosenfabrik eröffnet. 1926 wurde als Beteiligungsgesellschaft für die aus der Berneralpen Milchgesellschaft in verschiedenen Staaten hervorgegangenen Gesellschaften in Genf die Ursina S.A. gegründet, aus der ein internationaler Konzern entstehen sollte. Am 23. Februar 1931 wurde die umstrukturierte „Alpursa AG“ in „Allgäuer Alpenmilch AG“ umbenannt. Die Ursina wurde 1934 als Ursina AG an den Stammsitz nach Konolfingen verlegt.
Bis 1933 erschienen erstmals spielende Kinder im Umfeld einer heilen Bergwiesenwelt mit in der Werbung, als Kontrast zu Kindern in Industriestädten.
1951 wurde die bis heute bekannte Werbefigur entwickelt, die einem Teddybären nachempfunden ist. Die Wortmarke „Bären-Marke“ wurde in Deutschland am 11. September 1958 angemeldet, „Bärenmarke“ am 10. Mai 1996. Diese Marke wurde von der nunmehrigen „Deutsche Alpenmilch“ intensiv mit verschiedensten Werbemitteln beworben – vom Plakat über Spielkarten bis zum Sammelbild – und zur Dachmarke für unterschiedlichste Milchprodukte ausgebaut. Die Firma unterhielt sogar eine eigene Abteilung für die bundesweite Schaufensterdekoration der Milchgeschäfte durch eigene Dekorateure. Ende der 1950er Jahre wurde eine ganze Bärenfamilie kreiert: Vater, Mutter und drei Kinder. 1960 vergab man an die Firma Steiff den Auftrag zur Herstellung hunderter Bärenmarke-Bären als Preisausschreiben-Gewinn. Im selben Jahr gestaltete der Münchener Grafiker Fritz Wilm das Markenzeichen neu.

### Nestlé
1970 fusionierte die Ursina AG mit der Interfranck-Holding AG, Zürich, zur Ursina-Franck AG, Bern, die wiederum 1971 von der Nestlé Alimentana S.A., ab 1977 Nestlé S.A., übernommen wurde. Damit wurde Bärenmarke zu einer Nestlé-Marke, die Produktion blieb bei der Alpenmilch AG, nun ebenfalls Nestlé-Tochter. Die Markenwerbung passte sich den technischen Möglichkeiten an. Hatte man nach dem Krieg auf Kinowerbung gesetzt, waren die Bärenmarke-Werbungen, als in den 1970er Jahren das 1967 gestartete Farbfernsehen seinen Siegeszug antrat, die ersten in Farbe produzierten Werbespots, denen dutzende folgten. Die Gestaltung des Bären in der heutigen Bärenmarke-Werbung wurde von der Werbeagentur BBDO entwickelt. Der Bärenmarke-Bär wurde 2006 bei einer Umfrage des Markenmuseums zur beliebtesten Werbefigur Deutschlands gewählt.
Nestlé behielt nach dem Verkauf 2003 der inzwischen zur GmbH umfirmierten Allgäuer Alpenmilch die außereuropäischen Markenrechte an der „Bear Brand“, die in Asien nach wie vor von erheblicher Marktbedeutung ist. Wegen der dort bestehenden Gefahr, dass analphabetische Eltern durch die Darstellung von Bärenmutter und -jungem den Inhalt der Verpackung für einen säuglingsgeeigneten Muttermilchersatz halten, was zu Kwashiorkor-Erkrankungen und einzelnen Todesfällen führte, wurde 2009 das Bärenjunge durch ein großes Milchglas ersetzt.

### Hochwald Foods

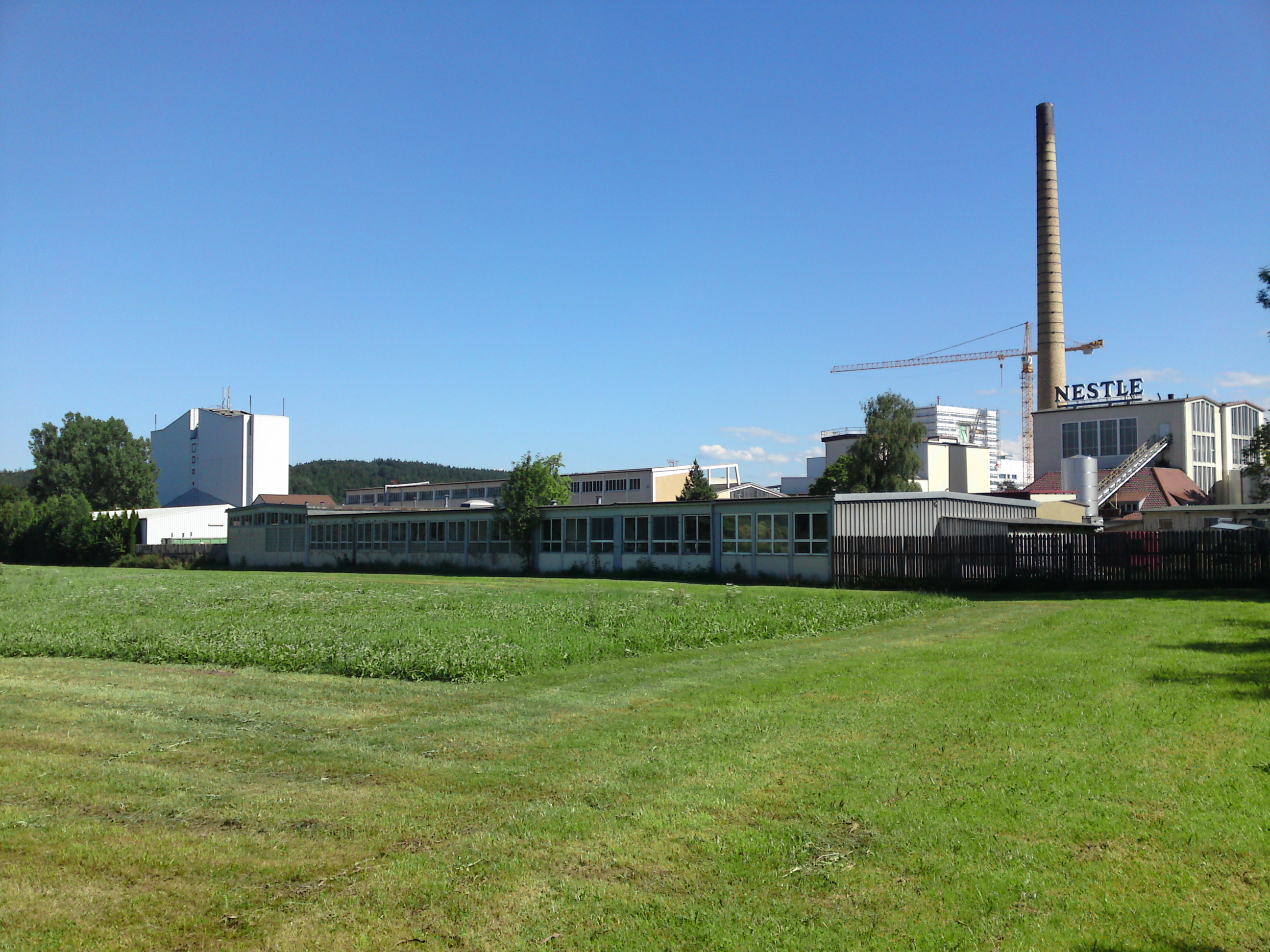
Im Nestlé-Werk Biessenhofen wurde bis Ende 2007 Bärenmarke-Kondensmilch produziert.

2003 erwarben die in Thalfang im Hunsrück ansässigen Hochwald Foods mit der Allgäuer Alpenmilch GmbH einschließlich des Kondensmilch- und Milchfrischprodukte-Betriebsteils der Nestlé in Polling-Weiding bei Mühldorf am Inn/Oberbayern auch die europäischen Rechte an der Marke Bärenmarke. Die Nestlé-Produktionsstätte Biessenhofen stellte bis 2008 als Co-Packer für Hochwald Milchprodukte unter der Marke „Bärenmarke“ her. Mitte 2008 verlagerte Hochwald diese Produktion in sein eigenes Werk bei Mühldorf am Inn. Inzwischen werden unter der Bärenmarke neben der klassischen Kondensmilch auch Frischeprodukte wie Milch, Sahne und Butter, Milchmischgetränke sowie Milchschaum aus der Sprühdose vertrieben.

## Corporate Social Responsibility
Seit dem Jahr 2006 unterstützt die Allgäuer Alpenmilch GmbH mit der Bärenmarke das vom World Wide Fund for Nature initiierte Projekt zum Schutz der Braunbären in den Alpen. Am 23. Juli 2008 gab das Unternehmen bekannt, zeitweise auf den Bären im Logo zu verzichten, um auf die vom Aussterben bedrohten Braunbären aufmerksam zu machen. Im September 2008 wurden für vier Wochen die 1-Liter-Milchverpackungen mit einem Logo, das statt des Bärenbildes die Aufschrift „Rettet die Bären“ enthielt, versehen.

## Trivia
Mit der Übernahme der St. Ursula Weingut und Weinkellerei-GmbH in Bingen vormals Villa Sachsen stieg der Konzern auch in das Weingeschäft ein. Ab 1964 vertrieb man die Marke Goldener Oktober in vier Geschmacksrichtungen Rheinwein, Moselwein, Pfälzer und französischer Rotspon.
Die Bärenmarke-Melodie wurde in den 1950er Jahren von dem Kapellmeister Hans Huber in seiner Studentenzeit komponiert. Das Honorar betrug 20 Mark.